# Галочкин, Виктор Иванович
Виктор Иванович Галочкин (1925—1943) — Герой Советского Союза, сержант, комсомолец, старший разведчик 285-го миномётного полка 5-го гвардейского механизированного корпуса.

## Биография
Родился 16 марта 1925 года в городе Орехово-Зуеве  в семье потомственных текстильщиков.

В 1940 году окончил семь классов школы № 3 и поступил в ремесленное училище, которое с отличием окончил в 1943 году по специальности слесаря.

В феврале 1943 года был призван в Красную Армию, 10 августа 1943 года получил воинское звание сержанта.
Во время боёв за освобождение Украины совершил подвиг и погиб в районе города Каменка Черкасской области, накрыв своим телом брошенную противником ручную гранату, чем спас жизнь командира роты и нескольких солдат разведгруппы. Здесь ему установлен памятник во весь рост, именем В. Галочкина названа улица.
Похоронен в городе Знаменке Кировоградской области в центральной части Украины, также его имя есть на табличке Обелиска Славы в центре города.
Звание Героя Советского Союза присвоено Указом Президиума Верховного Совета СССР посмертно.
В городе Орехово-Зуеве именем Героя Советского Союза В. И. Галочкина названа улица, перед зданием средней школы № 22 установлен бюст.